# Сулусай (Алматинская область)
Сулусай (каз. Сұлусай, до 1999 г. — Восток) — упразднённое село в Талгарском районе Алматинской области Казахстана. В 2014 году включено в состав города Алма-Ата. Входило в состав Коктобинского сельского округа. Код КАТО — 196237400.

## Население
В 1999 году население села составляло 597 человек (307 мужчин и 290 женщин). По данным переписи 2009 года, в селе проживало 448 человек (229 мужчин и 219 женщин).